# Zemský úřad
Ve feudálních státech byly udělovány úřední hodnosti, jejichž nositelé spolu s panovníkem nebo vedle něho spravovali veřejné záležitosti. V jednotlivých zemích Evropy i českého státu se názvy a kompetence zemských úřadů lišily, ale jejich vývoj probíhal v podstatě analogicky. V období vrcholného feudalismu se postupně vydělily z dvorských úřadů, jednostranně závislých na panovníkovi, a změnily se v úřady stavovské, zodpovědné nejen králi, ale také zemské stavovské obci. Po vyvrcholení stavovského vlivu (viz Český stát za vlády Jagellonců) došlo s nástupem absolutismu k opětnému podřízení zemských úřadů panovníkovi. V Čechách zemské úřady vznikly ve 13. století. Jádrem sboru nejvyšších zemských úředníků (název užíván od poloviny 14. století) se stali šlechtici – hodnostáři zemského soudu (komorník, sudí, písař) a vojenský velitel ústředního panovnického sídla (purkrabí pražský). Představitelem nejdůležitějšího výkonného úřadu státu (kancléř) byl až do 15. století probošt vyšehradské kapituly. V pohusitské době ovládli všechny nejvyšší z. ú. světští feudálové a roku 1497 se dohodli s Vladislavem II. Jagellonským o rozdělení a pořadí dvanácti zemských úřadů mezi pány a rytíře. Tyto úřady přetrvaly až do tereziánských reforem, kdy byly zrušeny. Úpravu zaznamenaly v roce 1627, po vydání Obnoveného zřízení zemského, kdy byli karlštejnští purkrabí nahrazeni prezidentem Apelačního soudu a prezidentem České komory.

## Nejvyšší zemské úřady v Čechách

Znak Českého království

V roce 1497, resp. 1549 bylo dohodnuto pořadí nejvyšších zemských úředníků: 1. nejvyšší purkrabí, 2. nejvyšší hofmistr, 3. nejvyšší maršálek, 4. nejvyšší komorník zemský, 5. nejvyšší sudí zemský, 6. nejvyšší kancléř, 7. dvorský sudí, 8. nejvyšší písař zemský, 9. podkomoří, 10. purkrabí karlštejnský (za panský stav), 11. purkrabí karlštejnský (za rytířský stav), 12. purkrabí Hradeckého kraje.

### Obsazované panským stavem
- nejvyšší zemský purkrabí – zástupce panovníka, představitel sboru nejvyšších zemských úředníků, velitel zemské vojenské hotovosti, předseda purkrabského soudu (záležitosti sporů z dlužních úpisů), hlavní nositel policejní moci, v nepřítomnosti panovníka předsedal českému zemskému soudu; svoje přední místo mezi ostatními purkrabími (burgravius, dříve castellanus) si získal spolu s posílením významu Pražského hradu

- nejvyšší zemský hofmistr – správce panovnického dvora a za nepřítomnosti krále předseda komorního soudu
- nejvyšší zemský maršálek (agaso, marchalcus) – společný úředník pro Čechy a Moravu, předsedal soudu, který rozhodoval spory o šlechtickou čest. Byl dědičný v rodě pánů z Lipé, po bělohorských konfiskacích v rodě Berků z Dubé, po vymření této větve rodu byl obsazován volně.
- nejvyšší zemský komorník (camerarius supremus) – uděloval povolení k audienci u panovníka, zodpovídal za řádné vedení agendy zemských desk, měl dozor nad menšími zemskými úředníky, obesílal žalované u zemského soudu
- nejvyšší zemský sudí (iudex terrae) – připravoval jednání na zemském soudě, svolával ho a dbal nad právní formou a legalitou nálezů
- nejvyšší zemský kancléř – v čele české kanceláře, nejdůležitějšího vnitropolitického i zahraničního politického úřadu pro celý český stát
- nejvyšší dvorský sudí (summus iudex curiae) – předseda dvorského soudu, příslušného pro královská léna
- karlštejnský purkrabí první z dvojice – ochránci českých korunovačních klenotů a zemských privilegií na Karlštejně. Úřad zrušen v roce 1625.

### Obsazované rytířským stavem
- nejvyšší zemský písař – zodpovědný za vedení záznamů o jednáních zemského soudu
- podkomoří (subcamerarius) – zástupce panovníka ve správě královských měst, dbal nad dodržováním regálních práv panovníka a nad důchody panovnické komory
- karlštejnský purkrabí druhý z dvojice
- purkrabí Hradeckého kraje – úředník bez zvláštní kompetence, jehož hodnost vyjadřovala mimořádný význam východočeského šlechtického svazu v 15. století a také fakt, že východočeská města s Hradcem Králové v čele byla jako věnná města majetkem královen.

### Od třicetileté války
Podle Obnoveného zřízení zemského z roku 1627 ve sboru nejvyšších zemských úředníků nahradil zrušené úřady karlštejnských purkrabí:
- prezident rady nad apelacemi – z panského stavu
- prezident české komory – z panského nebo rytířského stavu

Pořadí nejvyšších zemských úředníků bylo od té doby následující:
1. nejvyšší purkrabí, 2. nejvyšší zemský hofmistr, 3. nejvyšší zemský maršálek, 4. nejvyšší zemský komorník, 5. nejvyšší zemský sudí, 6. nejvyšší kancléř, 7. nejvyšší dvorský sudí, 8. prezident rady nad apelacemi, 9. prezident české komory, 10. nejvyšší zemský písař, 11. zemský podkomoří, 12. purkrabí Hradeckého kraje.
Úředníci nově přísahali pouze králi a jeho dědicům, už ne také stavům, jak to bylo v předbělohorském období.
V roce 1745 byl zrušena česká komora a tím zanikl i úřad jejího prezidenta. Počet nejvyšších zemských úředníků se snížil na jedenáct. Naopak po převezení českých korunovačních klenotů z Vídně zpět do Prahy byly v roce 1791 zřízeny dva nové zemské úřady:
- strážce koruny z panského stavu
- strážce koruny z rytířského stavu.

Svůj význam měly prakticky jen během korunovačního obřadu.

### Menší zemští úředníci v Čechách
Některé úřady byly pouze nominální, avšak umožňovaly svým nositelům členství v královské radě a za nepřítomnosti panovníka v zemi také v místodržitelském sboru. Značnou část agendy nejvyšších zemských úředníků vedli jejich zástupci, tzv. menší úředníci zemští (beneficiarii minores). Mezi menší úředníky zemského soudu patřili místokomorník, místosudí, místopísař, úředník královny, úředník podkomořího a menší písař. S několika dalšími výkonnými úředníky (ingrosátoři, registrátoři, deklamátoři, komorníci, depozitoři, taxátoři a další) se konstituovali v pravidelně fungující úřad desek zemských. Nepřetržitý chod deskového úřadu byl narušen jeho uzavřením jen na tři týdny o Vánocích a dva týdny o Velikonocích. K menším zemským úředníkům se také řadil purkrabí Pražského hradu. 

### Další úřady v Čechách
Vedle řádných zemských úřadů se vyskytovaly podle potřeby ustanovované nepravidelné úřady (zemský správce, zemský hejtman) a další úředníci, kompetentní pro Čechy nebo celý český stát (nejvyšší mincmistr, královský prokurátor, hejtman německých lén) a zodpovědní králi. Podle zemského zřízení však nepatřili ke sboru nejvyšších zemských úředníků (beneficiarii supremi).

### Zemský úřad po roce 1918
Ještě za První republiky a 2. sv. války existoval zemský úřad pro Čechy v Praze.

## Nejvyšší zemské úřady na Moravě
Na Moravě se vyvinuly zemské úřady při zemských soudech v Brně a Olomouci. Od roku 1493 se sbor nejvyšších úředníků ustálil v počtu sedmi a v tomto složení:
- nejvyšší zemský hejtman – zástupce panovníka a představitel stavů na Moravě, velitel zemské hotovosti (jejich seznam zde),
- nejvyšší zemský maršálek – zvaný český nebo královský – pouze do roku 1625
- nejvyšší zemský komorník
- nejvyšší zemský sudí
- nejvyšší zemský písař
- podkomoří
- nejvyšší zemský hofrychtéř – ekvivalent k dvorskému sudímu v Čechách, zanikl v roce 1748.

První čtyři úřady si vyhradili páni, v podkomořském úřadu se oba šlechtické stavy střídaly. Po bitvě na Bílé hoře se počet nejvyšších úředníků zmenšil na šest (bez českého maršálka). V Čechách ani na Moravě nebyli v zemských úřadech zastoupeni měšťané.

### Menší zemští úředníci na Moravě
Menšími úředníky byli komorník a sudí menšího práva, dva menší písaři a dva zemští purkrabí (později pouze jeden v Olomouci).

### Zemský úřad po roce 1918
Také za První republiky a 2. sv. války byl zemský úřad pro Moravu v Brně.

## Nejvyšší zemské úřady v ostatních zemích Koruny české
Ve Slezsku stál v čele ústřední vlády vrchní zemský hejtman, jímž se podle privilegia z roku 1498 stával vždy některý ze slezských knížat. Mezi zemskými úředníky v Horní a Dolní Lužici zaujímali přední místo zemští fojti, dosazovaní králem z české a moravské šlechty.

## Bukovina
Bukovina byla severní část Moldavského vévodství, součástí Habsburské monarchie se stala v roce 1775.
Nejvyšší zemské úřady zastávali bojaři. Úřadů bylo dvanáct a jejich nositelé tvořili užší radu knížete.
- bojar pověřený vnitřními záležitostmi
- vrchní velitel zemské milice
- hrdelní sudí
- nejvyšší dvorský sudí
- velký kancléř
- Nejvyšší zemský hofmistr
- mundšenk
- nejvyšší štolba
- nejvyšší zemský a církevní sudí
- nejvyšší policejní úředník
- nositel velkého meče
- představený panovnické komory